# Melieria crassipennis
Melieria crassipennis är en tvåvingeart som först beskrevs av Fabricius 1794.  Melieria crassipennis ingår i släktet Melieria och familjen fläckflugor. Arten är reproducerande i Sverige. Inga underarter finns listade i Catalogue of Life.